# (1902) Shaposhnikov
(1902) Shaposhnikov es un asteroide que forma parte del cinturón exterior de asteroides y fue descubierto por Tamara Mijáilovna Smirnova el 18 de abril de 1972 desde el Observatorio Astrofísico de Crimea, Naúchni.

## Designación y nombre
Shaposhnikov se designó al principio como 1972 HU.
Más tarde, fue nombrado en honor del astrónomo soviético Vladimir Grigórevich Shaposhnikov (1905-1942) experto en astrometría, miembro del Observatorio de Simeiz, muerto durante la Segunda Guerra Mundial.

## Características orbitales
Shaposhnikov está situado a una distancia media del Sol de 3,966 ua, pudiendo acercarse hasta 3,084 ua. Tiene una inclinación orbital de 12,5° y una excentricidad de 0,2225. Emplea 2885 días en completar una órbita alrededor del Sol.
Pertenece al grupo asteroidal de Hilda.